# 血肉森林2：剝皮熱
《血肉森林2：剝皮熱》（英語：Cabin Fever 2: Spring Fever）是一部2009年美國恐怖喜劇電影，由提·威斯特執導，諾亞·塞根、魯斯蒂·凱利、艾莉西·華瑟、馬克·森特、萊德·斯特朗和朱賽佩·安德魯斯主演。本片是2002年電影《血肉森林》的續集，也是《血肉森林》系列的第二部。這部電影講述的是一場高中舞會因一種致命的食肉細菌通過一種流行品牌的瓶裝水傳播而陷入混亂。

## 剧情
在上一部電影的事件發生後的某個時候，毀容的保羅（萊德·斯特朗饰）從小溪中逃脫並在樹林中徘徊，沿途留下了自己的肉塊。當他終於設法到達高速公路時，他被一輛校車撞死。由前一部電影中的溫斯頓·奧爾森（朱賽佩·安德魯斯饰）檢查了他的遗体。溫斯頓向震驚的公交車司機保證，他撞到的只是一隻駝鹿。
保羅所在的小溪原來與一家瓶裝水公司有關，受感染的水被分发給了當地的高中。
高中四年級學生約翰（諾亞·塞根飾）正在決定是和暗戀已久的凯茜（艾莉西·華瑟飾）一起去參加舞會，還是呆在家裡。他的朋友亞歷克斯（魯斯蒂·凱利飾）起先是反對去舞会的，直到他勾上一個名叫利兹（里根·迪爾飾）的女孩。她說如果那天晚上她能下班，她會在那裡見他。
約翰邀請凯茜去參加舞會，但她拒絕了。與此同時，溫斯頓在一家餐馆裡，遇到瓶裝水公司的一名工人死於感染。然後，他意識到由於他没有把约翰送到另一家醫院進行隔離，而是愚蠢地將他的屍體扔進了小溪，才使得小溪受到了嚴重污染。温斯顿去自來水廠告知水被污染了。他通知的工人很快被一群穿著NBC（核生化）制服的CCD（污染控制部）士兵殺死。溫斯頓在他們找到他之前離開了。
在高中，感染開始緩慢傳播。弗雷德丽卡（阿曼達·傑爾克斯飾）在游泳池死于感染，里克（小托馬斯·布雷克飾）頭部撞到泳池邊掉進泳池裡溺水身亡。亞歷克斯對利兹沒來感到失望，而約翰則與凯茜的男友馬克（馬克·森特飾）發生爭執。校長辛克萊（麥可·波溫飾) 然後將约翰踢出学校。凯茜跟著他，約翰憤怒地向她坦白了他的愛。當受歡迎的女孩桑迪（琳賽·艾克索森飾）被宣佈為舞會皇后時，CCD命令約翰和凯茜回到學校。CCD锁上了學校的所有主要出口，並在校長辛克莱要求知道發生了什麼事時將其殺死。然後體育館裡的學生開始以驚人的速度死于感染，同时CCD向体育馆内投放毒气弹。凯茜、約翰和亞歷克斯驚恐地看著所有的學生都被殺了。溫斯頓被他的表兄赫爾曼（馬克·博卡德飾）接走，準備離開小鎮。
亞歷克斯發現他被感染了，而且這種疾病是無法治癒的坏死性筋膜炎。阻止感染的唯一方法是截掉受感染的肢體。然而，亞歷克斯的感染太嚴重，已经于事无补了。約翰也開始表現出感染跡象，他讓凯茜锯断他的手以阻止感染。
凯茜的男朋友马克突然冒出來，用錘子砸向凯茜的头，並試圖殺死约翰，但凯茜恢復過來用射釘槍殺死了马克。兩人離開學校時遭到CCD的伏擊。約翰阻止了他們，讓凯茜逃脫了。她跑到高速公路上，拦下了赫爾曼的貨車。溫斯頓和赫爾曼帶著凯茜，镜头顯示她的背部開始出現感染跡象。
與此同時，亚历克斯的約會對象利兹原来是一名脫衣舞孃，她將病毒傳播給顧客，而顧客又將病毒傳播到全國各地，甚至傳播到墨西哥。

## 发行
這部電影於2009年10月24日在加利福尼亚州好莱坞首映，作為2009年洛杉矶尖叫恐怖電影節的一部分。DVD於2010年2月16日在美國發行，2月22日在英國發行。美國藍光發行版隨附艾利·羅斯的《血肉森林》的未分級導演剪輯版。